# Teatr 8:30 w Warszawie
Teatr 8:30 – przedwojenny teatr warszawski.

## Historia
Otworzony przez Leopolda Brodzińskiego 30 listopada 1932 roku. 
Wystawiano tam pierwszą polską komedię muzyczną (operetkę) Yacht miłości, której premiera odbyła się 21 października 1933 roku na ulicy Mokotowskiej 73 z okazji jubileuszu 30 lecia pracy artysty operetkowego Juliana Maszyńskiego-Krzewińskiego.  Głos Poranny w listopadzie 1933 roku donosił Muzyka wspaniała, melodie prześliczne. Piosenki były nagrane na płyty gramofonowe i wydano nuty.  W premierze uczestniczyli m.in. Helena Makowska, Ola Obarska, Marian Wawrzkiewicz, Julian Krzewiński, dyrygowała Fanny Gordon. Z tej komedii muzycznej pochodzi piosenka Indje. 
Teatr miał filię przy ul. Wolskiej od 2 września 1932 roku. Wystawiono tu  operetkę Polowanie na lamparta Stanisława Fereszki, w którym śpiewano tango Nigdy cię nie zapomnę (patrz wykonanie Wiery Gran).